# William James Fitzpatrick Eassie
William James Fitzpatrick Eassie, britanski general, * 1899, † 1974.